# Liste der Länder nach Ausgaben für Forschung und Entwicklung
Dies ist eine Liste der Länder sortiert nach ihren gesamten staatlichen und privaten Ausgaben für Forschung und Entwicklung.

## Liste der Länder nach Ausgaben für Forschung und Entwicklung
Verschiedene Länder nach Ausgaben für Forschung und Entwicklung in Millionen Internationalen US-Dollar zum letzten ermittelbaren Zeitpunkt sowie der Anteil der Ausgaben als Anteil der Wirtschaftsleistung (Bruttoinlandsprodukt (BIP)). Quelle der Daten ist die OECD.
| Rang | Land                   | Ausgaben für FuE     | Ausgaben für FuE | Jahr |
| Rang | Land                   | in Mio. Dollar (PPP) | in % des BIP     | Jahr |
| ---- | ---------------------- | -------------------- | ---------------- | ---- |
| 1    | Vereinigte Staaten     | 709.713              | 3,46 %           | 2021 |
| 2    | Volksrepublik China    | 620.103              | 2,43 %           | 2021 |
| 3    | Japan                  | 172.062              | 3,30 %           | 2021 |
| 4    | Deutschland            | 129.348              | 3,13 %           | 2021 |
| 5    | Südkorea               | 110.148              | 4,93 %           | 2021 |
| 6    | Vereinigtes Königreich | 83.707               | 2,91 %           | 2021 |
| 7    | Frankreich             | 63.752               | 2,22 %           | 2021 |
| 8    | Taiwan                 | 51.230               | 3,77 %           | 2021 |
| 9    | Russland               | 40.322               | 1,10 %           | 2020 |
| 10   | Türkei                 | 37.144               | 1,40 %           | 2021 |
| 11   | Italien                | 33.136               | 1,45 %           | 2021 |
| 12   | Kanada                 | 29.313               | 1,55 %           | 2022 |
| 13   | Spanien                | 24.006               | 1,43 %           | 2021 |
| 14   | Australien             | 21.738               | 1,80 %           | 2019 |
| 15   | Niederlande            | 21.651               | 2,27 %           | 2021 |
| 16   | Israel                 | 21.031               | 5,56 %           | 2021 |
| 17   | Schweiz                | 19.886               | 3,36 %           | 2021 |
| 18   | Belgien                | 19.249               | 3,43 %           | 2021 |
| 19   | Schweden               | 18.504               | 3,40 %           | 2021 |
| 20   | Polen                  | 18.310               | 1,43 %           | 2021 |
| 21   | Österreich             | 14.885               | 3,26 %           | 2021 |
| 22   | Singapur               | 11.435               | 2,22 %           | 2020 |
| 23   | Dänemark               | 8.819                | 2,76 %           | 2021 |
| 24   | Tschechien             | 8.007                | 2,00 %           | 2021 |
| 25   | Mexiko                 | 7.673                | 0,33 %           | 2017 |
| 26   | Finnland               | 7.607                | 2,99 %           | 2021 |
| 27   | Norwegen               | 7.009                | 1,94 %           | 2021 |
| 28   | Portugal               | 6.111                | 1,73 %           | 2022 |
| 29   | Irland                 | 5.637                | 1,11 %           | 2021 |
| 30   | Ungarn                 | 5.220                | 1,64 %           | 2021 |
| 31   | Südafrika              | 4.457                | 0,60 %           | 2020 |
| 32   | Griechenland           | 4.336                | 1,46 %           | 2021 |
| 33   | Argentinien            | 4.288                | 0,52 %           | 2021 |
| 34   | Neuseeland             | 3.060                | 1,47 %           | 2021 |
| 35   | Rumänien               | 2.531                | 0,47 %           | 2021 |
| 36   | Kolumbien              | 1.835                | 0,29 %           | 2020 |
| 37   | Slowakei               | 1.693                | 0,92 %           | 2021 |
| 38   | Slowenien              | 1.683                | 2,13 %           | 2021 |
| 39   | Chile                  | 1.377                | 0,33 %           | 2020 |
| 40   | Litauen                | 1.147                | 1,11 %           | 2021 |
| 41   | Estland                | 849                  | 1,75 %           | 2021 |
| 42   | Luxemburg              | 735                  | 1,04 %           | 2021 |
| 43   | Island                 | 523                  | 2,81 %           | 2021 |
| 44   | Lettland               | 420                  | 0,74 %           | 2021 |
| 45   | Costa Rica             | 276                  | 0,28 %           | 2021 |
| Rang | Land                   | in Mio. Dollar       | in % des BIP     | Jahr |
| Rang | Land                   | Ausgaben für FuE     |                  | Jahr |

## Liste von Unternehmen nach Ausgaben für Forschung und Entwicklung
Folgende Liste sortiert Unternehmen nach ihren Ausgaben für Forschung und Entwicklung im Jahre 2022 in Milliarden US-Dollar (USD).
| Rang | Unternehmen                          | Branche        | Land                    | Ausgaben für FuE in Mrd. USD |
| ---- | ------------------------------------ | -------------- | ----------------------- | ---------------------------- |
| 01   | Amazon.com                           | Internethandel | Vereinigte Staaten      | 73,2                         |
| 02   | Alphabet Inc.                        | Technologie    | Vereinigte Staaten      | 39,5                         |
| 03   | Meta Platforms                       | Technologie    | Vereinigte Staaten      | 35,3                         |
| 04   | Apple                                | Technologie    | Vereinigte Staaten      | 27,7                         |
| 05   | Microsoft                            | Software       | Vereinigte Staaten      | 26,6                         |
| 06   | Huawei                               | Technologie    | Volksrepublik China     | 24,0                         |
| 07   | Volkswagen AG                        | Automobile     | Deutschland             | 19,9                         |
| 08   | Samsung Electronics                  | Technologie    | Südkorea                | 19,3                         |
| 09   | Intel                                | Technologie    | Vereinigte Staaten      | 17,5                         |
| 10   | Hoffmann-La Roche                    | Pharmazie      | Schweiz                 | 14,7                         |
| 11   | Johnson & Johnson                    | Pharmazie      | Vereinigte Staaten      | 14,6                         |
| 12   | Merck & Co.                          | Pharmazie      | Vereinigte Staaten      | 13,6                         |
| 13   | Pfizer                               | Pharmazie      | Vereinigte Staaten      | 11,4                         |
| 14   | Novartis                             | Pharmazie      | Schweiz                 | 10,0                         |
| 15   | General Motors                       | Automobile     | Vereinigte Staaten      | 09,8                         |
| 16   | AstraZeneca                          | Pharmazie      | Schweden Großbritannien | 09,8                         |
| 17   | Bristol-Myers Squibb                 | Pharmazie      | Vereinigte Staaten      | 09,5                         |
| 18   | Tencent                              | Software       | Volksrepublik China     | 09,1                         |
| 19   | Qualcomm                             | Technologie    | Vereinigte Staaten      | 08,5                         |
| 20   | Alibaba Group                        | Technologie    | Volksrepublik China     | 08,0                         |
| 21   | Oracle                               | Technologie    | Vereinigte Staaten      | 07,9                         |
| 22   | Ford Motor                           | Automobile     | Vereinigte Staaten      | 07,8                         |
| 23   | Robert Bosch GmbH                    | Technologie    | Deutschland             | 07,6                         |
| 24   | China State Construction Engineering | Bau            | Volksrepublik China     | 07,4                         |
| 25   | Nvidia                               | Technologie    | Vereinigte Staaten      | 07,3                         |
| Rang | Unternehmen                          | Branche        | Land                    | Ausgaben für FuE in Mrd. USD |